# Maria Cristina de Nápoles e Sicília
Maria Cristina Amélia Teresa de Nápoles e Sicília  (em italiano: Maria Cristina Amalia Teresa di Borbone; Caserta, 17 de janeiro de 1779 – Savona, 11 de março de 1849) foi uma Princesa de Nápoles e Sicília, e mais tarde Rainha Consorte da Sardenha como esposa do Rei Carlos Felix.

## Princesa de Nápoles e Sicília

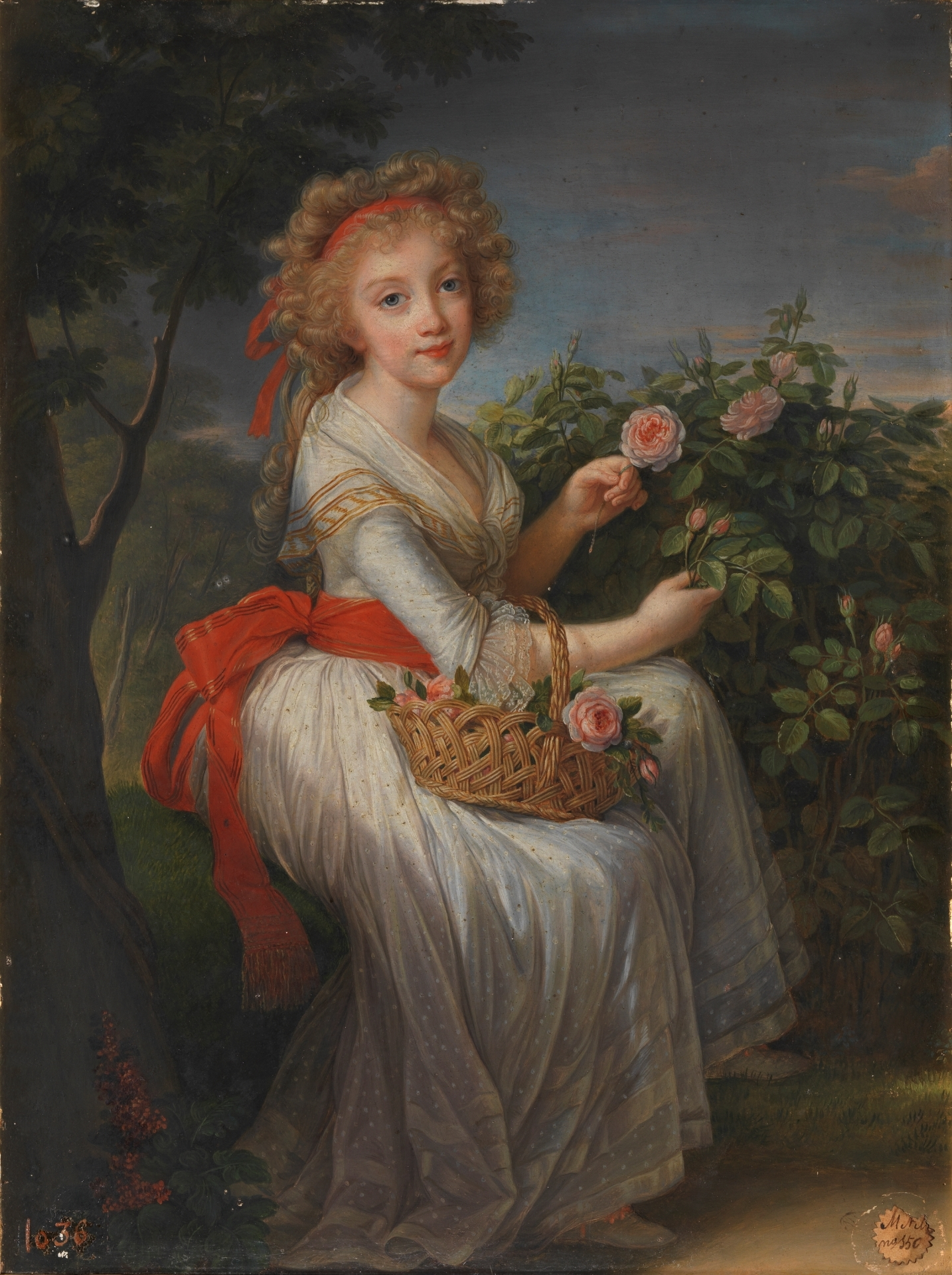
Maria Cristina de Nápoles e Sicília
Élisabeth Vigée-Lebrun, 1790

Era filha do Rei Fernando 1.º das Duas Sicílias, e de sua mulher Maria Carolina da Áustria, filha da Imperatriz Maria Teresa da Áustria. A sua (mais nova) irmã gémea, princesa Maria Cristina Amélia, morreu de varíola em 1783, com quatro anos. Uma semana depois o seu irmão, o Píncipe José morreu.
Ela foi a filha favorita de sua mãe.

## Duquesa de Génova
Casou-se a 6 de abril de 1807, em Palermo com o Príncipe Carlos Felix de Saboia, que se tornou rei quando seu irmão mais velho, Vitor Emanuel I abdicou em 1821. Até que seu marido se torná-se rei, ela foi denominada como a Duquesa de Génova.

## Rainha da Sardenha
O casal real era interessado em arte e artistas, e tornou a Casa Real em Agliè e o Villa Rufinella em Frascati em residências confortáveis.
Durante reinado de seu marido, eles residiram no Palazzo Chiablese, onde o seu marido viria a morrer em 1831.
Em 1825, a Rainha contratou o arqueólogo Marquês Luigi Biondi (1776-1839), cujo trabalho de escavação descobriu Túsculo. Em 1839 e 1840, o arquiteto e arqueólogo Luigi Canina (1795-1856) foi contratado pela família real para escavar a área de Teatro de Túsculo. As antigas obras de arte da escavação foram enviadas para Castelo de Agliè no Piemonte.
Carlos Félix morreu em 1831, depois de um reinado de dez anos. Maria Cristina viveu o resto de sua vida em Turim, Nápoles, Agliè e Frascati, e morreu em Savona, Ligúria. Ela foi enterrada ao lado de seu marido na Basílica de Superga, o Grande Mausoléu, a Cripta Saboia, Turim, Piemonte, Itália. O casal não teve filhos.